# NGC 4319
NGC 4319 är en stavgalax i stjärnbilden Draken. Den upptäcktes den 10 december 1797 av William Herschel. 